# Stipa smithii
Stipa smithii är en gräsart som beskrevs av Albert Spear Hitchcock. Stipa smithii ingår i släktet fjädergrässläktet, och familjen gräs. Inga underarter finns listade i Catalogue of Life.